# Bisbat de Reval
La diòcesi de Reval (estonià: Tallinna piiskopkond; llatí: Dioecesis Revaliensis) és una seu suprimida de l'Església catòlica a Estònia
La diòcesi s'estenia a la regió septentrional de l'actual Estònia. La seu episcopal era la ciutat de Reval, l'actual Tallin, on estava l'església de Santa Maria.

## Història
La diòcesi va ser erigida a la primera meitat del segle xiii, després que la croada portada a terme pel rei de Dinamarca Valdemar II i per l'arquebisbe de Lund Andrea contra els pobles bàltics per induir-los a convertir-se al cristianisme. En aquesta ocasió s'erigiren dos diòcesis més, les de Leal, denominada d'Ösel-Wiek, i la de Wierland, que tendria una existència efímera.
En una carta al legat apostòlic a Prússia, Guillem de Mòdena, del 22 de març de 1236 el Papa Gregori IX confirmà que les diòcesis de Leal, Wierland i Reval havien de ser sufragànies de l'arquebisbat de Lund. Reval esdevingué el centre principal i la capital del ducat danès d'Estònia, que va sobreviure fins al 1346, quan aquells territoris passaren sota el control de l'Orde dels Cavallers Teutons. En aquesta ocasió la diòcesi de Reval passà a formar part de la província eclesiàstica de l'arquebisbat de Riga. El darrer bisbe en comunió amb la Santa Seu va ser Friedrich von Ampten.

## Cronologia episcopal
- Wesselin † (1218 - 4 d'abril de 1240 mort)
- Thorkill † (vers el 1240 - 14 d'octubre de 1260 mort)
- Thrugot † (13 de setembre de 1263 - 2 de juliol de 1279 mort)
- Johann † (1279 - 25 de juny de 1294 mort)
  - Johann Tristivere † (vers el 1297 - ? mort) (bisbe electe)
- Heinrich, O.F.M. † (20 d'abril de 1298 - 25 d'abril de 1315 mort)
- Otto, O.T. † (? - 23 de desembre de 1323 nomenat bisbe de Chełmno)
- Olav von Roskilde† (23 de desembre de 1323 - 20 de setembre de 1346 ? mort)
- Ludwig von Münster, O.T. † (16 de juliol de 1352 - 29 de setembre de 1381 mort)
- Jakob † (citat abans del 10 de juny de 1388)
- Johann Rekeling † (10 de març de 1390 - 1398 mort)
  - Sede vacante (1398-1403)
- Dietrich Theodor Tolke † (2 de juliol de 1403 - ? mort)
- Johann von Aken, O.T. † (3 d'agost de 1405 - 20 de febrer de 1418 mort)
- Arnold Stoltevoet † (18 d'abril de 1418 - 1419 mort)
- Heinrich Uexküll † (20 de novembre de 1419 - 10 de gener de 1457 mort)
- Everhard Kalle † (16 de març de 1457 - 13 de març de 1475 mort)
- Iwan Stoltevoet † (5 de juliol de 1475 - 1477 mort)
- Simon von der Borch † (16 de juny de 1477 - 22 d'octubre de 1492 mort)
- Nikolaus Roddendorp † (6 de març de 1493 – abans del 10 de febrer de 1509 mort)
- Gottschalk Hagen † (4 de maig de 1509 – després del 23 de març de 1513 mort)
- Christian Czernekow † (6 de febrer de 1514 – abans del 30 d'octubre de 1514 mort)
- Johann Blankenfeld † (30 d'octubre de 1514 - 29 de juny de 1524 nomenat arquebisbe de Riga)[3]
- Georg von Tiesenhausen † (21 de juliol de 1525 - 12 d'octubre de 1530 mort)[4]
- Johann Roterd † (30 d'agost de 1531 – després del 20 de febrer de 1534 mort)
- Arnold Annebat † (1 de setembre de 1536 - 1550 ? mort)
- Friedrich von Ampten † (22 de març de 1553 - 1557)